# Berto Frescobaldi
E pertanto, signori, io consiglio che noi usciamo di questa servitù. Prendiam l'arme, e corriamo sulla piazza: uccidiamo amici e nimici, di popolo, quanti noi ne troviamo, sì che già mai noi né nostri figlioli non siamo da loro soggiogati».»
(Dino Compagni, Cronica delle cose occorrenti ne' tempi suoi, Libri I, 15)
Berto Frescobaldi (fl. XIV secolo) è stato un politico italiano.

## Biografia

Stemma Frescobaldi

Fu un ricco imprenditore e uomo politico fiorentino vissuto a cavallo tra il Due e il Trecento.
Come capofamiglia dei Frescobaldi, guelfi indicati tra i "magnati", cioè i nobili e ricchi, messi al bando dagli ordinamenti di giustizia di Giano Della Bella, si schierò apertamente contro la riforma. Scontento dell'equiparazione delle Arti maggiori e quelle minori, iniziò a complottare contro Giano, e trovò facilmente l'appoggio di altri ricchi possidenti, tra i quali Corso Donati.
Dopo una riunione nella chiesa di San Jacopo Soprarno, patrocinata proprio dalla sua famiglia che nelle vicinanze aveva il suo palazzo, si decise di eliminare lo scomodo avversario politico. Sebbene non si riuscì nell'impresa Giano della Bella fu costretto a fuggire per sempre da Firenze.
Durante le divisioni tra guelfi bianchi e neri, Berto appoggiò in un primo tempo la fazione bianca dei Cerchi, ma poi passò a quella dei neri, avendo il privilegio di ospitare Carlo di Valois nel proprio palazzo, durante la missione affidata al nobile francese da Bonifacio VIII per sconfiggere la fazione dei guelfi bianchi, avversa al papa e numericamente più forte.
Berto è citato più volte nella Cronica di Dino Compagni, con toni spesso negativi:
(Dino Compagni, Cronica, Libro II, 22)
Dopo la vittoria del partito non tardarono a manifestarsi dissapori con il barone Corso Donati, schierandosi nel partito, di nuovo vincente, dei Tosinghi di Lottieri Della Tosa.